# Kabupaten des Moluques du Sud-Ouest
Pour les articles homonymes, voir Moluques (homonymie).
Le kabupaten des Moluques du Sud-Ouest, en indonésien Kabupaten Maluku Barat Daya, est un kabupaten de la province indonésienne des Moluques. Son chef-lieu est Tiakur, kecamatan Moa Lakor
Il a été créé en 16 septembre 2008 par séparation de celui des Moluques du Sud-Est occidentales, elles-mêmes créées en 2000[réf. souhaitée] par séparation de celui des Moluques du Sud-Est.

## Subdivisions administratives
Le kabupaten est constitué de districts,:
- Pulau-Pulau Babar
- Pulau-Pulau Babar Timur
- Damer
- Mdona-Hiera
- Leti Moa Lakor
- Moa Lakor
- Pulau-Pulau Terselatan
- Wetar

## Géographie
Le kabupaten est constitué de plusieurs îles frontalières d'Indonésie : Lirang, Wetar, Kisar, Leti, Moa, Lakor, Sermata, Marsela dans les îles Babar, ainsi que Romang et Damer.
Le kabupaten a une superficie de terres émergées de quelque 4 581,06 km², mais sa partie maritime est 14 fois plus vaste.[réf. souhaitée]
Il est limitrophe de l'Australie et de Timor oriental.

## Histoire
À l'époque coloniale des Indes néerlandaises, les îles du kabupaten étaient connues sous le nom de Zuidwestereilanden ("les îles du Sud-Ouest" en néerlandais).